# Шон Мерфі (снукерист)
Шон Мерфі (англ. Shaun Murphy; нар. 10 серпня 1982 року)  — англійський професійний гравець у снукер, чемпіон світу 2005 року. Вигравши Чемпіонат Великої Британії 2008 та Мастерс 2015 завершив здобуття Потрійної корони снукеру.
Станом на закінчення сезону 2024–2025 Шон мерфі зробив більше 700 сотенних серій, із яких 10 стали максимальними (147 очок).

## Коротка біографія і перелік досягнень
Шон Мерфі народився в Харлоу, штат Ессекс, виріс в Іртлінгборо, штат Північний Нортгемптоншир. Став професіоналом у 1998 році. Його перемога на чемпіонаті світу 2005 року була великою несподіванкою, оскільки він є лише одним із трьох гравців у історії снукеру, який вийшов із кваліфікації і виграв титул чемпіона.

### Основні віхи кар'єри
2002 рік. Дебютує в Crucible, програвши Стівену Хендрі.
2005 рік. Виграє чемпіонат світу, ставши першим гравцем з кваліфікаційного раунду після Террі Гріффітса, який підняв трофей. На шляху до титула переміг Джона Гіггінса, Стіва Девіса та Пітера Ебдона, а в фіналі Метью Стівенса 18-16. У віці 22 років стає наймолодшим королем Крусібла після Стівена Хендрі в 1990 році.
2007 рік. Виграє Кубок Мальти.
2008 рік. Стає чемпіоном Великої Британії перемігши Марко Фу 10-9.
2009 рік. Досягає свого другого фіналу в Крусиблі, але програє 18-9 Джону Гіггінсу
2011 рік. Виграє Players Tour Championship Grand Final.
2014 рік. Виграє п’ятий рейтинговий турнір (World Open) і стає першим гравцем, який зробив три максимальні брейки (147 очок) за календарний рік.
2015 рік. Здобуває Потрійну Корону, вигравши Мастерс. У фіналі переміг Ніла Робертсона з рахунком 10-2. У фіналі чемпіонату світу програє Стюарту Бінгему з 15-18.
2016 рік. Виграє World Grand Prix, перемігши Стюарта Бінгема 10-9.
2017 рік. Здобуває сьому рейтингову перемогу на Gibraltar Open, виграє престижний турнір Чемпіон Чемпіонів.
2019 рік. Стає другим гравцем, який виграє "всуху" в суперника в Крусіблі, обігравши Лу Хунхао з рахунком 10-0 у першому раунді. Виграє свій восьмий рейтинговий титул і перший за 30 місяців, обігравши Марка Вільямса з рахунком 10-9 у епічному фіналі чемпіонату Китаю.
2020 рік. Громить Кайрена Вілсона 9-1 у фіналі Welsh Open, вперше вигравши цей турнір.
2021 рік. Четвертий раз виходить до фіналу чемпіонату світу, обігруючи Джадда Трампа та Кайрена Вілсона, але програє фінал Марку Селбі 15-18.
2023 рік. Виходить до фіналу Welsh Open, зробивши свою сьомий за кар'єру максимальний брейк, але там поступається 7-9 Роберту Мілкінсу. Перемагає в турнірі Players Championship, у фіналі переграв Алі Картера з рахунком 10-4. Виграє Tour Championship, у фіналі переміг Карена Вілсона 10-7. Ідеально розпочинає сезон 2023/24, вигравши Лігу Чемпіонату, свій 12-й рейтинговий титул, у фіналі обіграв Марка Вільямса 3-0.
2025 рік. Перемагає на турнірі Masters в Alexandra Palace, обігравши в фіналі Кайрена Вілсона з рахунком 10-7. Стає одним із лише 12 гравців, які вигравали Masters більше одного разу. На цьому самому турнірі робить свій дев'ятий максимальний брейк (147 очок) у півфіналі проти Марка Аллена, ставши лише п’ятим гравцем, який зробив це за 50-річну історію змагань.

## Особисте життя
Шон Мерфі захоплюється музикою, добре грає на фортепіано. Іншими хобі Шона є футбол, теніс і гольф, що не дивно, оскільки його батько - колишній професійний гравець в гольф.
У 2009 році Мерфі розлучився зі своєю першою дружиною Клер після трьох років спільного життя. У 2016 році одружився вдруге, дружину звати Елен. У пари двоє дітей: син Гаррі (2016 р.н.) та донька Моллі (2018 р.н.).
Відомий своєю благодійною діяльністю. Із кожного свого сенчурі-брейку Шон відраховує 100 фунтів на потреби клініки Royal Manchester Children's Hospital.